# Louis Chiron
Pour les articles homonymes, voir Chiron.
Louis Chiron, né le 3 août 1899 à Monaco où il meurt le 22 juin 1979, est un pilote automobile franco-monégasque.
Aux côtés de Tazio Nuvolari, Achille Varzi, Rudolf Caracciola ou Bernd Rosemeyer, Louis Chiron fut l'un des plus glorieux pilotes, d'avant et d'après-guerre. Surnommé le « Vieux Renard », il savait être présent au bon moment pour engranger, une à une, les victoires, et ce durant un quart de siècle (de 1924 au fort de Barbonnet en côte, jusqu'au GP de France 1949). Louis Chiron fut par ailleurs célèbre pour son élégance, liée notamment à son fameux foulard à pois.

## Biographie

### Chauffeur du maréchal Foch
Possédant la double nationalité franco-monégasque, il sert comme volontaire dans l'artillerie française durant la Première Guerre mondiale. À la fin des hostilités, il parvient à devenir chauffeur personnel des maréchaux Ferdinand Foch et Philippe Pétain, s'aguerrissant ainsi au maniement d'une automobile.
Il est aussi danseur de salon et réputé pour proposer ses services aux dames fortunées. Au lendemain de la Seconde Guerre mondiale, il accuse, sans fondement, la pilote Hellé Nice d'avoir collaboré avec la Gestapo, ce qui brisa la carrière de cette jeune femme et la fit tomber dans la misère,.

### Fer de lance des Bugatti

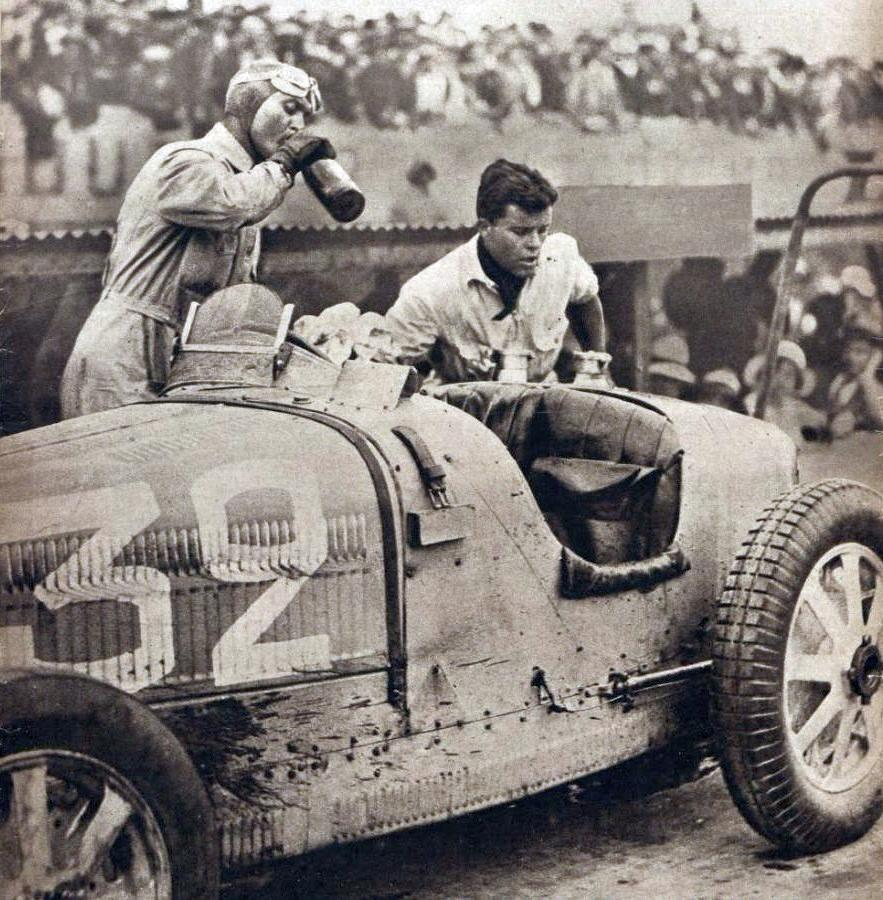
Louis Chiron vainqueur du Grand Prix de l'ACF 1931, avec Achille Varzi sur une Bugatti Type 51.

Engagé dans des courses de côte dès 1923, il débute sur circuit en 1926 sur Bugatti, encouragé par Alfred Hoffmann, propriétaire d'une entreprise pharmaceutique. Repéré l'année suivante, par Ettore Bugatti, il rejoint son équipe en tant que pilote de réserve. En 1926 et 1928 il remporte la Course de côte Nice - La Turbie, sur Bugatti 1,5 l puis 2 l. Dès 1928, le Monégasque devient le chef de file de la marque, en décrochant la victoire aux Grands Prix d'Espagne et d'Italie puis, l'année suivante, d'Allemagne et d'Italie. Parallèlement, Louis Chiron est, cette année-là, l'un des organisateurs du premier Grand Prix de Monaco, et il participe aux 500 miles d'Indianapolis 1929 (septième, sur Delage, après treize années d'absence de la marque). 1928 l'aura aussi vu remporter le Grand Prix de la Côte d'Azur, grâce à ses succès au Circuit de la Riviera et à la côte de La Turbie.
La montée en puissance des Italiens Alfa Romeo et Maserati au début de la décennie suivante ne l'empêche pas d'ajouter les Grands Prix d'Europe 1930, de Monaco 1931, de France (avec Achille Varzi en 1931) ou de Tchécoslovaquie (1931 et 1932) à son escarcelle.

### Au volant des Alfa Romeo P3

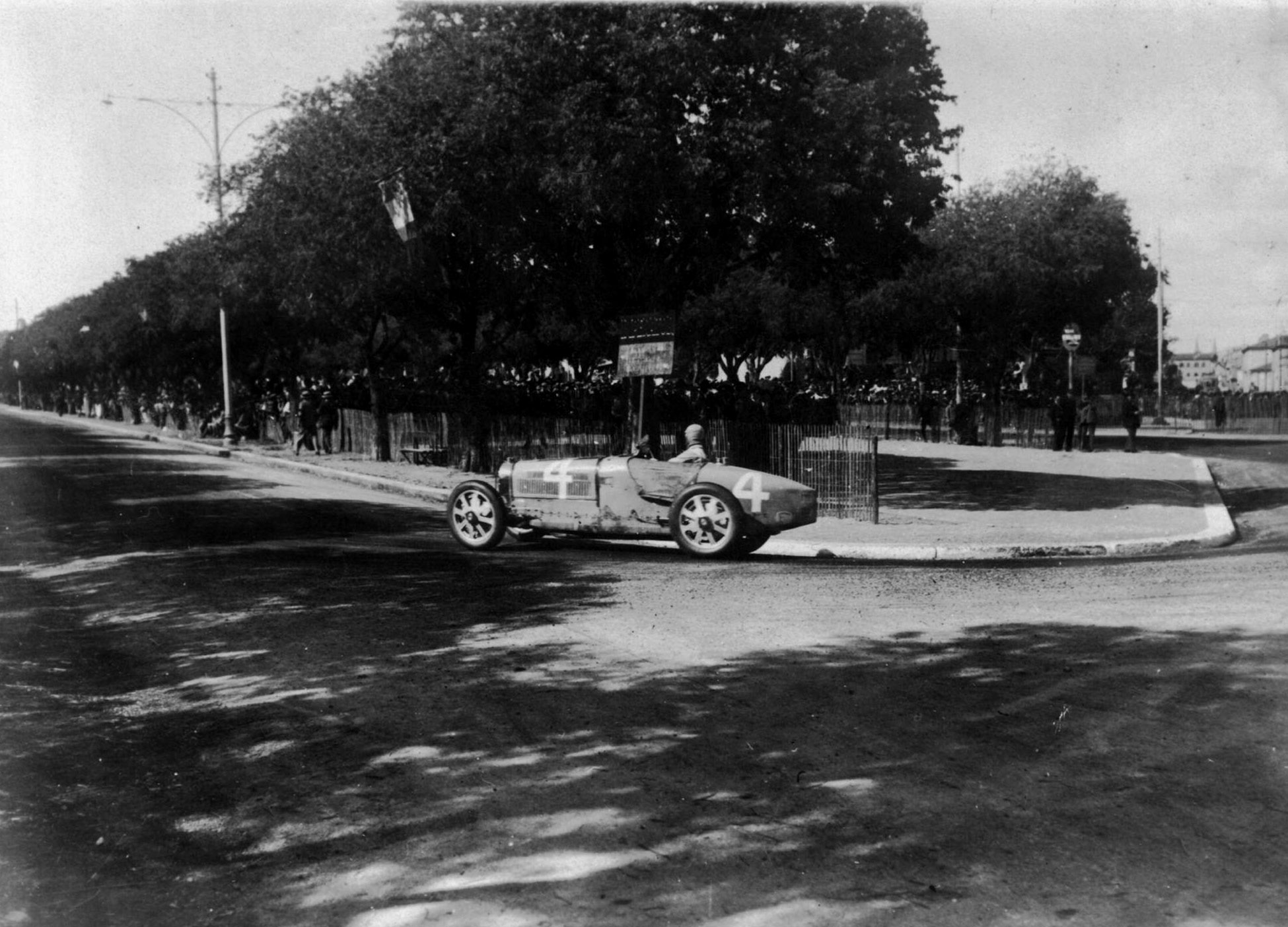
Louis Chiron à la corde d'un virage du Grand Prix de Nîmes 1932 sur Bugatti T51.

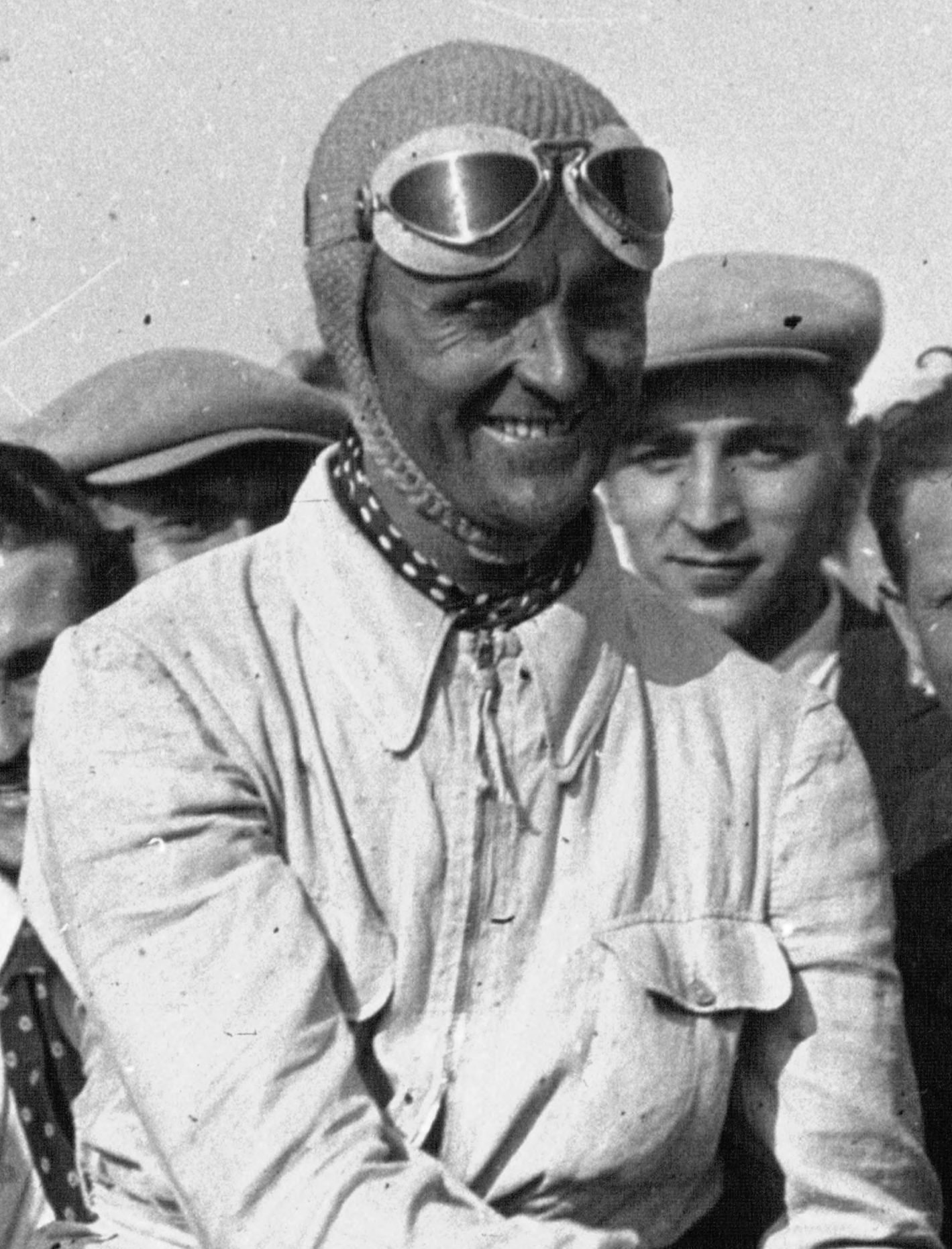
Louis Chiron remporte le Grand Prix de l'ACF 1934 au nez et à la barbe d'Auto Union et Mercedes.

Après une saison 1932 dominée par les Alfa Romeo P3, Louis Chiron quitte Bugatti pour former avec son ami Rudolf Caracciola la Scuderia CC (comme Chiron et Caracciola). Achetant deux Alfa Romeo, le Monégasque et l'Allemand s'attendent à une année pleine de succès. Caracciola est toutefois victime d'un terrible accident dès le Grand Prix de Monaco et, se retrouvant seul, Chiron dissout l'équipe à la mi-saison pour rejoindre les Alfa Romeo de la Scuderia Ferrari, emportant par la même occasion une troisième victoire consécutive en Tchécoslovaquie, ainsi qu'un succès aux 24 Heures de Spa avec Luigi Chinetti sur une 8C 2300.
La compétition automobile prend un nouveau tournant en 1934 avec l'engagement des Allemands Mercedes et Auto Union. En coureur d'expérience, le monégasque parvient cependant à signer l'une des plus retentissantes victoires du sport automobile lors du Grand Prix de France 1934 après avoir terrassé l'ensemble des Flèches d'Argent.
Début juillet 1935, Louis participe au Spreckels Trophée du Yacht Moteur Club de France sur la Seine à Paris, une course internationale de hors-bords de 2 heures dont il termine troisième, derrière Jean Dupuy premier, et Raymond Sommer.

### Expérience mitigée chez Mercedes
Les voitures italiennes étant de plus en plus surclassées par les Allemands, Chiron accepte de rejoindre Mercedes pour 1936, encouragé par son ami Caracciola. L'expérience se résume à une suite d'accidents et d'incidents mécaniques et s'achève par un terrible accident au Grand Prix d'Allemagne ; s'en sortant sans trop de blessures, le Monégasque préfère mettre un terme à sa carrière.

### L'inusable «Renard»

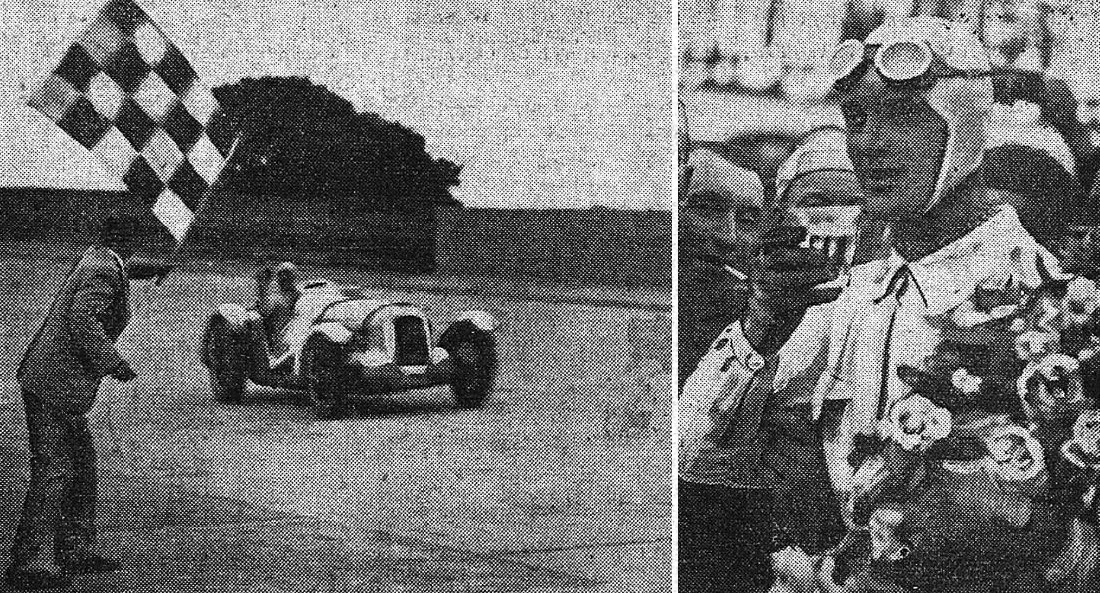
Louis Chiron remporte le Grand Prix de l'ACF 1937 sur Talbot.

Chiron fait une brève réapparition en 1937 dans la catégorie des voitures de sport, remportant le Grand Prix de France disputé alors avec ce type de voitures afin d'éviter la domination des voitures germaniques sur Talbot et disputant les 24 Heures du Mans 1938 sur une Delahaye de l'Écurie Bleue.
À la surprise générale, Louis décide de reprendre le chemin des circuits après la guerre. De 1946 à 1949, il mène ainsi les Talbot-Lago de l'Ecurie France, remportant les Grands Prix de France 1947 et 1949.
Alors que le premier Championnat du monde de Formule 1 se tient en 1950, le « Vieux Renard » prouve qu'il peut toujours être rapide en finissant troisième du Grand Prix de Monaco pour l'écurie Maserati. Le vétéran des circuits poursuit en 1951 sur la Talbot-Lago de Louis Rosier avant de connaître un grave accident à Silverstone en 1952.
Entre 1928 et 1953, il aura participé à neuf éditions des 24 Heures du Mans, avec huit marques différentes. Toutes se seront soldées par des abandons (en 1931 il fait équipe avec Varzi -avec lequel la même année il gagne le GP de l'A.C.F.-, et en 1933 il boucle 177 tours). En Endurance il s'impose toutefois aux 24 Heures de Spa en 1933 avec Luigi Chinetti.
Il remporte encore le rallye Monte-Carlo 1954, et il apparaît épisodiquement sur les Grands Prix de Formule 1, essentiellement à Monaco notamment sur Lancia D50. En finissant sixième de cette course en 1955, il demeure le plus vieux pilote à avoir pris le départ d'un Grand Prix du championnat du monde (56 ans). Il est toujours le seul pilote à avoir remporté à la fois le Grand Prix de Monaco et le rallye Monte-Carlo.
La fin de carrière de Louis Chiron s'effectue cependant essentiellement au volant de voitures de sport (O.S.C.A.) et, après avoir manqué les qualifications des Grand Prix de Monaco 1956 et 1958, il arrête définitivement la compétition.
À la demande du Prince Rainier, Louis Chiron occupe les fonctions de commissaire général du Grand Prix de Monaco et du rallye Monte-Carlo jusqu'en 1979, ce qui lui vaut d'apparaître brièvement dans Weekend of a Champion de Roman Polanski.
Louis Chiron est enterré au cimetière de Monaco.

### Sponsorship et premiers pas en compétition
Avant ses débuts en course automobile, Louis Chiron fut taxi-boy, c'est-à-dire danseur social professionnel rémunéré comme cavalier de danse pour femmes fortunées. C'est ainsi qu'il rencontra Alice « Baby » Hoffmann-Trobeck, l'épouse de l'hériter de la firme pharmaceutique Hoffmann, Alfred Hoffmann. Alfred Hoffmann impressionné par le jeune Louis lui offrit sa première Bugatti Type 35B.
À la suite d'une relation extra-conjugale entre Chiron et Alice Hoffman au début des années 1930, Alfred Hoffmann se sépara de son pilote Chiron qui de plus entrait en conflit avec Bugatti en contestant la stratégie. Cela mit fin à toute collaboration avec la marque alsacienne en 1932.

## Distinctions

### Décorations
- Chevalier de la Légion d'honneur Il est fait chevalier en août 1935 par le ministre des Travaux Publics[8].
- Commandeur de l'ordre de Saint-Charles Il est fait commandeur le 18 novembre 1978[9]

### Hommages et postérité
- Bugatti lui rend hommage soixante-dix ans plus tard avec deux modèles : le prototype Bugatti EB18/3 Chiron puis la Bugatti Chiron en 2016.

## Résultats en course

### Résultats en championnat du monde de Formule 1
| Saison | Écurie                     | Châssis                           | Moteur                           | Pneus          | GP disputés | Points inscrits | Classement |
| ------ | -------------------------- | --------------------------------- | -------------------------------- | -------------- | ----------- | --------------- | ---------- |
| 1950   | Maserati                   | Maserati 4CLT/48                  | Maserati 4CLT L4C                | Pirelli        | 5           | 4               | 9e         |
| 1951   | Enrico Platé Écurie Rosier | Maserati 4CLT/48 Talbot-Lago T26C | Maserati 4CLT L4C Talbot 23CV L6 | Pirelli Dunlop | 7           | 0               | Nc         |
| 1953   | Chiron                     | O.S.C.A. 20                       | O.S.C.A. 2000 L6                 | Pirelli        | 2           | 0               | Nc         |
| 1955   | Scuderia Lancia            | Lancia D50                        | Lancia DS50 V8                   | Pirelli        | 1           | 0               | Nc         |
| 1956   | Scuderia Centro Sud        | Maserati 250F                     | Maserati 250F1 L6                | Pirelli        | 0           | 0               | Nc         |
| 1958   | Chiron                     | Maserati 250F                     | Maserati 250F1 L6                | Pirelli        | 0           | 0               | Nc         |

### Résultats aux 24 Heures du Mans
| Année | no | Écurie              | Voiture          | Catégorie | Équipiers            | Résultat |
| ----- | -- | ------------------- | ---------------- | --------- | -------------------- | -------- |
| 1928  | 22 | Privée              | Chrysler 72      | 5.0       | Cyril de Vere        | Abandon  |
| 1929  | 16 | Weymann             | Stutz DV32       | 8.0       | Édouard Brisson      | Abandon  |
| 1931  | 21 | Écurie Bugatti      | Bugatti Type 50S | 5.0       | Achille Varzi        | Abandon  |
| 1932  | 17 | Guy Bouriat         | Bugatti Type 55  | 3.0       | Guy Bouriat          | Abandon  |
| 1933  | 16 | Capt. G.E.T. Eyston | Alfa Romeo 8C    | 3.0       | Franco Cortese       | Abandon  |
| 1937  | 37 | Luigi Chinetti      | Talbot T150C     | 5.0       | Luigi Chinetti       | Abandon  |
| 1938  | 38 | Écurie bleue        | Delahaye 145     | 5.0       | René Dreyfus         | Abandon  |
| 1951  | 56 | Luigi Chinetti      | Ferrari America  | 5.0       | Pierre Louis-Dreyfus | Abandon  |
| 1953  | 32 | Scuderia Lancia     | Lancia D20       | 5.0       | Robert Manzon        | Abandon  |

### Podiums d'avant guerre
| Catégorie | Date       | Épreuve                            | Écurie                     | Voiture             | Classement |
| --------- | ---------- | ---------------------------------- | -------------------------- | ------------------- | ---------- |
| Réglt A-G | 4/7/1926   | Circuit des Gattières              | Automobiles Ettore Bugatti | Bugatti Type 35     | 1          |
| Réglt A-G | 1/8/1926   | 2e Grand Prix du Comminges         | Automobiles Ettore Bugatti | Bugatti Type 35     | 1          |
| Réglt A-G | 27/3/1927  | 3e Grand Prix de Provence          | Automobiles Ettore Bugatti | Bugatti Type 35B    | 1          |
| Réglt A-G | 2/7/1927   | Course de Formula Libre de l'ACF   | Automobiles Ettore Bugatti | Bugatti Type 35B    | 2          |
| Réglt A-G | 1/4/1928   | Grand Prix de la Côte d'Azur       | Automobiles Ettore Bugatti | Bugatti Type 35C    | 1          |
| Réglt A-G | 1/4/1928   | 1er Circuit de la Riviera          | Automobiles Ettore Bugatti | Bugatti Type 35C    | 1          |
| Réglt A-G | 9/4/1928   | 1er Grand Prix d'Antibes           | Automobiles Ettore Bugatti | Bugatti Type 35B    | 1          |
| Réglt A-G | 10/6/1928  | 4e Gran Premio Reale di Roma       | Automobiles Ettore Bugatti | Bugatti Type 35C    | 1          |
| Réglt A-G | 5/7/1928   | 4e Grand Prix de la Marne          | Automobiles Ettore Bugatti | Bugatti Type 35B    | 1          |
| Réglt A-G | 25/7/1928  | 5e Gran Premio de San Sebastián    | Automobiles Ettore Bugatti | Bugatti Type 35C    | 1          |
| Réglt A-G | 9/9/1928   | 8e Gran Premio d'Italia            | Automobiles Ettore Bugatti | Bugatti Type 37A    | 1          |
| Réglt A-G | 14/7/1929  | 4e Grosser Preis von Deutschland   | Automobiles Ettore Bugatti | Bugatti Type 35C    | 1          |
| Réglt A-G | 25/7/1929  | 6e Gran Premio de España           | Automobiles Ettore Bugatti | Bugatti Type 35B    | 1          |
| Réglt A-G | 6/4/1930   | 2e Grand Prix de Monaco            | Automobiles Ettore Bugatti | Bugatti Type 35C    | 2          |
| Réglt A-G | 4/5/1930   | 21e Targa Florio                   | Automobiles Ettore Bugatti | Bugatti Type 35B    | 2          |
| Réglt A-G | 25/5/1930  | 6e Gran Premio Reale di Roma       | Privé                      | Bugatti Type 35C    | 2          |
| Réglt A-G | 15/6/1930  | 2e Grand Prix de Lyon              | Automobiles Ettore Bugatti | Bugatti Type 35C    | 1          |
| Réglt A-G | 20/7/1930  | 2e Grand Prix de Belgique          | Automobiles Ettore Bugatti | Bugatti Type 35C    | 1          |
| Réglt A-G | 19/4/1931  | 3e Grand Prix de Monaco            | Automobiles Ettore Bugatti | Bugatti Type 51     | 1          |
| Réglt A-G | 21/6/1931  | 25e Grand Prix de l'ACF            | Automobiles Ettore Bugatti | Bugatti Type 51     | 1          |
| Réglt A-G | 19/7/1931  | 5e Grosser Preis von Deutschland   | Automobiles Ettore Bugatti | Bugatti Type 51     | 2          |
| Réglt A-G | 2/8/1931   | 5e Coppa Ciano                     | Automobiles Ettore Bugatti | Bugatti Type 51     | 2          |
| Réglt A-G | 16/8/1931  | 7e Coppa Acerbo                    | Automobiles Ettore Bugatti | Bugatti Type 51     | 2          |
| Réglt A-G | 27/9/1931  | 2e Masarykuv Okruh                 | Automobiles Ettore Bugatti | Bugatti Type 51     | 1          |
| Réglt A-G | 8/5/1932   | 23e Targa Florio                   | Automobiles Ettore Bugatti | Bugatti Type 51     | 3          |
| Réglt A-G | 14/8/1932  | 8e Coppa Acerbo                    | Automobiles Ettore Bugatti | Bugatti Type 51     | 3          |
| Réglt A-G | 4/9/1932   | 3e Masarykuv Okruh                 | Automobiles Ettore Bugatti | Bugatti Type 51     | 1          |
| Réglt A-G | 2/7/1933   | 10e 24 heures de Spa-Francorchamps | Privé                      | Alfa Romeo 8C Monza | 1          |
| Réglt A-G | 27/8/1933  | 2e Grand Prix de Marseille         | Scuderia CC                | Alfa Romeo Tipo B   | 1          |
| Réglt A-G | 17/9/1933  | 4e Masarykuv Okruh                 | Scuderia CC                | Alfa Romeo Tipo B   | 1          |
| Réglt A-G | 24/9/1933  | 8e Gran Premio de España           | Scuderia CC                | Alfa Romeo Tipo B   | 1          |
| Réglt A-G | 2/4/1934   | 6e Grand Prix de Monaco            | Scuderia Ferrari           | Alfa Romeo Tipo B   | 2          |
| Réglt A-G | 8/4/1934   | 8e Mille Miglia                    | Scuderia Ferrari           | Alfa Romeo 8C Monza | 3          |
| Réglt A-G | 22/4/1934  | 10e Circuito di Alessandria        | Scuderia Ferrari           | Alfa Romeo Tipo B   | 2          |
| Réglt A-G | 6/5/1934   | 8e Gran Premio di Tripoli          | Scuderia Ferrari           | Alfa Romeo Tipo B   | 3          |
| Réglt A-G | 20/5/1934  | 3e Grand Prix de Casablanca        | Scuderia Ferrari           | Alfa Romeo Tipo B   | 1          |
| Réglt A-G | 3/6/1934   | 8e ADAC Eifelrennen                | Scuderia Ferrari           | Alfa Romeo Tipo B   | 3          |
| Réglt A-G | 17/6/1934  | 5e Gran Premio de Penya Rhin       | Scuderia Ferrari           | Alfa Romeo Tipo B   | 2          |
| Réglt A-G | 1/7/1934   | 28e Grand Prix de l'ACF            | Scuderia Ferrari           | Alfa Romeo Tipo B   | 1          |
| Réglt A-G | 8/7/1934   | 9e Grand Prix de la Marne          | Scuderia Ferrari           | Alfa Romeo Tipo B   | 1          |
| Réglt A-G | 15/7/1934  | 7e Grosser Preis von Deutschland   | Scuderia Ferrari           | Alfa Romeo Tipo B   | 3          |
| Réglt A-G | 28/10/1934 | 4e Grand Prix d'Alger              | Scuderia Ferrari           | Alfa Romeo Tipo B   | 2          |
| Réglt A-G | 28/4/1935  | 26e Targa Florio                   | Scuderia Ferrari           | Alfa Romeo Tipo B   | 2          |
| Réglt A-G | 26/5/1935  | 5e International Avusrennen        | Scuderia Ferrari           | Alfa Romeo BiMotore | 2          |
| Réglt A-G | 9/6/1935   | 2e Circuito di Biella              | Scuderia Ferrari           | Alfa Romeo Tipo B   | 2          |
| Réglt A-G | 16/6/1935  | 9e ADAC Eifelrennen                | Scuderia Ferrari           | Alfa Romeo Tipo B   | 3          |
| Réglt A-G | 30/6/1935  | 4e Grand Prix de Lorraine          | Scuderia Ferrari           | Alfa Romeo Tipo B   | 1          |
| Réglt A-G | 7/7/1935   | 10e Grand Prix de la Marne         | Scuderia Ferrari           | Alfa Romeo Tipo B   | 2          |
| Réglt A-G | 14/7/1935  | 6e Grand Prix de Belgique          | Scuderia Ferrari           | Alfa Romeo Tipo B   | 3          |
| Réglt A-G | 21/7/1935  | 7e Grand Prix de Dieppe            | Scuderia Ferrari           | Alfa Romeo Tipo B   | 2          |
| Réglt A-G | 18/8/1935  | 4e Grand Prix de Nice              | Scuderia Ferrari           | Alfa Romeo Tipo B   | 2          |
| Réglt A-G | 29/9/1935  | 6e Masarykuv Okruh                 | Scuderia Ferrari           | Alfa Romeo Tipo B   | 3          |
| Réglt A-G | 4/7/1937   | 31e Grand Prix de l'ACF            | Automobiles Talbot         | Talbot T150C        | 1          |

### Podiums d'après-guerre
| Catégorie   | Date       | Épreuve                             | Écurie                         | Auto                 | Classement |
| ----------- | ---------- | ----------------------------------- | ------------------------------ | -------------------- | ---------- |
| Réglt A-G   | 30/5/1946  | 1er Coupe de la Résistance          | Automobiles Talbot Darracq     | Talbot-Lago T39      | 2          |
| Réglt A-G   | 9/6/1946   | 1er Coupe René Le Bègue             | Automobiles Talbot Darracq     | Talbot-Lago T39      | 2          |
| Formula 2   | 3/9/1946   | 1er Coppa Brezzi                    | Privé                          | Cisitalia D46-Fiat   | 3          |
| Réglt A-G   | 8/5/1947   | 1er J.C.C. Jersey Road Race         | Scuderia Automovilistica Milan | Maserati 4CL         | 2          |
| Réglt A-G   | 1/6/1947   | 3e Grand Prix de Nimes              | Ecurie France                  | Talbot-Lago T26 MC   | 2          |
| Réglt A-G   | 6/7/1947   | 16e Grand Prix de la Marne          | Ecurie France                  | Talbot-Lago T150C MD | 2          |
| Réglt A-G   | 10/8/1947  | 13e Grand Prix du Comminges         | Ecurie France                  | Talbot-Lago T26 MC   | 1          |
| Réglt A-G   | 21/9/1947  | 34e Grand Prix de l'ACF             | Ecurie France                  | Talbot-Lago T26      | 1          |
| Réglt A-G   | 16/5/1948  | 10e Grand Prix Automobile de Monaco | Ecurie France                  | Talbot-Lago T26C     | 2          |
| Réglt A-G   | 30/5/1948  | 2e Grand Prix de Paris              | Ecurie France                  | Talbot-Lago T26C     | 2          |
| Réglt A-G   | 8/8/1948   | 14e Grand Prix du Comminges         | Ecurie France                  | Talbot-Lago T150C MD | 3          |
| Réglt A-G   | 31/10/1948 | 9e Gran Premio de Penya Rhin        | Ecurie France                  | Talbot-Lago T26C     | 3          |
| Réglt A-G   | 17/7/1949  | 36e Grand Prix de l'ACF             | Automobiles Talbot Darracq     | Talbot-Lago T26C     | 1          |
| Formule 1   | 21/5/1950  | 11e Grand Prix Automobile de Monaco | Officine Alfieri Maserati      | Maserati 4CLT/48     | 3          |
| Hors Champ. | 5/8/1951   | 13e Grand Prix d'Albi               | Ecurie Rosier                  | Talbot-Lago T26C     | 3          |
| Formule 2   | 22/3/1953  | 3e Gran Premio di Siracusa          | Privé                          | O.S.C.A. 20          | 2          |
| Formule 2   | 9/8/1953   | 3e Grand Prix des Sables d'Olonne   | Privé                          | O.S.C.A. 20          | 2          |

### Victoires en courses de côte
- Course de côte de Barbonnet (Nice, Menton) : 1924, sur Bugatti Brescia 2,0 l
- Course de côte du Mont Chauve (Nice, deux courses à un mois d'écart) : 1925, sur Bugatti 1,5 l
- Course de côte de Chazeron (Châtel-Guyon/Riom) : 1925, sur Bugatti Brescia 1,5 l
- Course de côte de Justices (Vichy) : 1925 et 1926, sur Bugatti 2,0 l et Type 35
- Course de côte de Falicon (Nice) : 1925 et 1927, sur Bugatti 2,0 l puis 1,5 l
- Course de côte de Bagnères-de-Luchon, (Peyresourde et Saint-Gaudens) : 1926 et 1927 sur Bugatti Type 35C 2,0 l
- Course de côte Nice-La Turbie : 1926 et 1928 (Bugatti 1,5 l puis 2,0 l
- Course de côte de Croix-Saint-Robert (Mont-Dore) : 1926, sur Bugatti Type 35 #4805
- Course de côte internationale du Col du Klausen (Altdorf) : 1927 et 1929 sur Bugatti Type 35B, puis 1930 sur Bugatti T45 16-cylindres (seul triple vainqueur)
- Course de côte de Saint-Alban-Les Eaux (Roanne) : 1927, sur Bugatti Type 35B
- Course de côte de Le Camps (Cuges/Marseille) : 1927 sur Bugatti Type 35
- Course de côte de Plâtrières (Marseille) : 1927 sur Bugatti Type 35C
- Course de côte Limonest-Mont Verdun : 1927 sur Bugatti 2,0 l
- Course de côte de Monrepos (Bordeaux) : 1927 sur Bugatti 2,0 l
- Course de côte de Planfoy (Forez) : 1927, sur Bugatti Type 35B
- Course de côte de la Mi-Corniche (Moyenne Corniche, Monaco) : 1928 sur Bugatti 2,0 l[11].